# مجلس نواب سانت فينسنت والغرينادين
مجلس نواب سانت فينسنت والغرينادين (بالإنجليزية: House of Assembly of Saint Vincent and the Grenadines)‏ هو الهيئة التشريعية في سانت فينسنت والغرينادين، ويتكون من 21 مقعداً.